# Aerotegmina taitensis
Aerotegmina taitensis is een rechtvleugelig insect uit de familie sabelsprinkhanen (Tettigoniidae). De wetenschappelijke naam van deze soort is voor het eerst geldig gepubliceerd in 2013 door Hemp.
De soort komt voor tropisch Oost-Afrika; ze is ontdekt in de Taita Hills in Kenia.